# Lasioglossum semiplicatum
Lasioglossum semiplicatum är en biart som först beskrevs av Cockerell 1943.  Lasioglossum semiplicatum ingår i släktet smalbin, och familjen vägbin. Inga underarter finns listade i Catalogue of Life.